# Tony Honore
Anthony Maurice (Tony) Honore (ur. 30 marca 1921 w Londynie, zm. 26 lutego 2019 w Oksfordzie) – angielski prawnik, specjalista w zakresie prawa rzymskiego.
Był profesorem uniwersytetu w Oksfordzie, zajmował się przede wszystkim nowatorskimi rekonstrukcjami biografii i poglądów prawników rzymskich. Najważniejsze prace: Gaius (1962), Ulpian: Pioneer of Human Rights (2003).
Był weteranem bitwy pod El-Alamejn.